# Братья Царнаевы
Джоха́р Анзо́рович Царна́ев (чечен. Carnayev Anzor-khant Dƶovhar; Царнаев Анзор-кӏант ДжовхІар; род. 22 июля 1993, Токмак, Кыргызстан) и Тамерла́н Анзо́рович Царна́ев (чечен. Carnayev Anzor-khant Tamerlan; Царнаев Анзор-кӏант Тамерлан; 21 октября 1986, деревня Тугтун, Калмыцкая АССР — 19 апреля 2013, Уотертаун, Массачусетс) — два брата, организовавших взрывы на Бостонском марафоне 15 апреля 2013 года.

## Семья
Отец братьев, Анзор Царнаев, родился в 1966 году в городе Токмак на территории Киргизской ССР, куда семья Царнаевых была депортирована в рамках общей депортации чеченцев из Чечено-Ингушской АССР. У Анзора Царнаева также было три брата (один погиб в результате несчастного случая в Токмаке) и сестра. В 1980-х годах Анзор Царнаев проходил службу в Новосибирске. Там он встретил свою будущую супругу Зубейдат (родилась в 1968 году) — этническую аварку, уроженку Дагестана, которая приехала туда проведать своих родственников. Позже молодые люди поженились и вместе уехали в Кыргызстан.
В 1986 году родился Тамерлан, в 1987 году родилась дочь Белла, в 1989 — Айлина (Амина), а в 1993 году в Токмаке родился сын Джохар.

## Эмиграция
В начале 2000-х годов семья решила попросить статуса беженцев в США, куда на таком же положении ещё в первой половине 1990-х годов уехали родные брат и сестра Анзора Царнаева. В процессе оформления документов для переезда в США семья Царнаевых решила на некоторое время перебраться в Дагестан, откуда была родом Зубайдат. В октябре 2001 года директор махачкалинской гимназии № 1 Магомед Даудов оформил детей Царнаевых в школу: Белла пошла в восьмой класс, Тамерлан — в седьмой, Алина — в пятый, а Джохар — в первый класс. В возрасте 14 лет Тамерлан получил паспорт гражданина России.
По прошествии 5 месяцев США выдали Царнаевым разрешение на иммиграцию в качестве беженцев через территорию Турции, где семья провела 10 дней, имея на руках паспорта Кыргызстана. По состоянию на 2013 год родная тётя братьев Марет Царнаева проживает в Торонто в Канаде. Их дядя Руслан живёт в штате Мэриленд, а родная сестра Алина — в штате Нью-Джерси. Некоторое время Алина была замужем за Элмирзой Хожуговым (1987 года рождения), который был близким другом Тамерлана. После развода Элмирза переехал в Алма-Ату. По свидетельству Хожугова, взгляды Тамерлана Царнаева подверглись сильной радикализации после того, как он познакомился с неким Мишей и начал читать радикальную литературу в Интернете. Тамерлан забросил занятия боксом и музыкой и начал выражать открытое несогласие с политикой США в Ираке, Афганистане и других странах Востока.
Анзор Царнаев работал в США автомехаником, но большого успеха не добился, так как не смог выучить английский язык. Зубейдат работала косметологом, в том числе и на дому, однако в 2012 году была арестована за кражу одежды на сумму свыше 1600 долларов США из магазина «Лорд-энд-Тэйлор» (Lord & Taylor). После ареста за кражу Зубейдат Царнаеву освободили под залог, назначив ей дату итогового судебного заседания, на котором ей должны были вынести приговор, но на суд она так и не явилась, покинув территорию США вместе с мужем.
В 2011 году Зубейдат и Анзор развелись, одной из причин было то, что Зубейдат увлеклась более радикальным исламом под влиянием некоего Миши — армянина, принявшего ислам. Согласно сообщениям СМИ в конце апреля 2013 года со ссылкой на анонимные «источники в спецслужбах» США за несколько дней до того, ФСБ передала ФБР записи прослушки двух разговоров Зубейдат и Тамерлана Царнаевых, сделанные в начале 2011 года, в которых они упоминали джихад, а также обсуждали возможность поездки Тамерлана в Палестинскую автономию, хотя старший сын сказал, что не знает арабского языка.
В начале 2012 года мать и отец вернулись в Махачкалу, все дети остались в США. В настоящее время Зубейдат может прилететь в США для свидания с сыном, но по приземлении в аэропорту этой страны ей грозит автоматический арест за уклонение от судебных обязательств и автоматическая депортация после вынесения приговора за кражу.
Алина Царнаева проживает со своей семьёй в Уэст-Нью-Йорке в штате Нью-Джерси. Белла Царнаева жила вместе с братьями в Бостоне.

## Джохар
Джохар Царнаев родился 22 июля 1993 года в киргизском городе Токмак. В конце 1990-х годов Джохар со своей семьёй переехал из Кыргызстана в Махачкалу (Дагестан). Во время проживания в Махачкале он обучался в махачкалинской школе № 1. В 2002 году семья Царнаевых эмигрировала в США. На момент получения грин-карты Джохар имел паспорт гражданина Кыргызстана.
Джохар учился в бостонской школе Cambridge Rindge & Latin School. В школе он был достаточно общителен, увлекался волейболом. В феврале 2011 года получил титул «Атлета месяца» как лучший спортсмен-борец школы. За достижения в спорте он получил стипендию в размере 2,5 тыс. долларов от города Кембриджа, (Массачусетс) на обучение в ВУЗе. Поступил в колледж Дартмут Массачусетского университета. С 2011 года Джохар проживал в городе Кембридже. В сентябре 2012 года получил гражданство США.
19 апреля 2013 года Джохар со своим старшим братом Тамерланом стали объектом преследования со стороны американских спецслужб. Их подозревали в организации теракта в Бостоне 15 апреля 2013 года. По данным следствия, при задержании Джохара Царнаева он оказал сопротивление и, получив ранение, скрывался несколько часов в городе Уотертауне (пригород Бостона). Полиция обнаружила Джохара в лодке и арестовала, предварительно открыв огонь по лодке, в котором скрывался Джохар, нанеся борту более 100 пулевых отверстий. В результате обстрела он получил ранение в шею, из-за которого он временно потерял способность говорить. 22 апреля 2013 года Джохар Царнаев пришёл в сознание и начал давать письменные показания. Согласно им, они с братом научились делать взрывчатку, читая радикально исламистский онлайн-журнал Inspire филиала Аль-Каиды в Йемене
Джохар Царнаев занимался спортивной борьбой. Владел русским, английским и чеченским языками. Вёл микроблог в «Твиттере» под именем @J_tsar. Большую часть твитов Джохар писал по-английски, но встречались и надписи на русском. В американских СМИ широкую известность получил твит Джохара о том, что в «этом городе (Бостоне) нет любви». Персональная страница в Facebook djohar.tsarnaev была удалена администрацией сайта.
По сведениям телеканала «Аль-Арабия», в последнем сообщении на Facebook Джохар написал своему отцу: «Это моё последнее сообщение перед тем, как полиция схватит меня. Я никогда этого не делал. Меня подставили. Отец, прости меня. Мне жаль, что так случилось…».
Во время совершения теракта Джохар учился на втором курсе Массачусетского университета Дартмута и проживал в студенческом общежитии. Учитывая то, что стоимость обучения в данном колледже превышает 22 000 долларов США в год, а спортивная стипендия Джохара составляла лишь 2 500 долларов США, по утверждению знакомых он торговал марихуаной, и в его комнате всегда ощущался стойкий запах этого наркотика. За последние 3 семестра молодой человек получил 7 неудовлетворительных оценок. Говорил, что хочет стать дантистом. Соседи Джохара по общежитию и другие студенты описали его как совершенно нормального, вменяемого и популярного человека, который иногда позволял себе курить марихуану, любил хип-хоп и избегал разговоров о политике. Перед захватом, скрываясь в лодке, Джохар, веря, что вскоре умрёт, написал на ней, что теракт является местью за смерти мусульман в Афганистане и Ираке от рук американских солдат. А также, что он не жалеет о смерти брата, так как верит, что тот попадёт в рай, как шахид-смертник.
Популярность
После ареста Джохара Царнаева у него появилась «целая толпа обожательниц», некоторые даже развернули кампанию в его поддержку. Одна из фанаток заявила: «Он такой же, как и все мы. <…> Другие убийцы-психопаты, которых мы видим по телевизору, и выглядят в точности как психопаты и убийцы, но [Джохар] совсем другой». Через два года после взрыва в Бостоне группа в Facebook «Джохар Царнаев невиновен» насчитывала более 14 000 подписчиков. Среди его последователей популярна фраза: «Слишком красив, чтобы быть виновным».

## Тамерлан
Родился 21 октября 1986 года в Элисте (Калмыкия). В начале 1990-х годов семья Тамерлана бежала из Чечни в Казахстан, а затем в Кыргызстан. С 1-го по 4-й класс Тамерлан Царнаев учился в Токмакской школе № 2 города, 5-6 классы — в школе № 1.
В конце 1990-х годов Тамерлан с семьёй переехал из Кыргызстана в Махачкалу (Дагестан). Во время проживания в Махачкале обучался в махачкалинской школе № 1. По отзывам учителей, братья «учились неплохо, занимались спортом».
В 2002 году семья Царнаевых переехала в США через территорию Турции. Тамерлан Царнаев проживал в городе Кембридже (Массачусетс) и учился в Bunker Hill Community College в Бостоне.
В 2008 году Тамерлан стал выпивать, курить и чрезмерно увлекаться девушками. Мать убедила его отказаться от этих пагубных привычек и начать строго соблюдать каноны ислама.
Тамерлан Царнаев занимался боксом. Выступал на местных соревнованиях и хотел стать членом сборной США по боксу. В январе и мае 2009 года он проиграл два поединка чемпионата Chicago Golden Gloves и не смог выйти на уровень национального первенства.
В 2011 году агенты ФБР допрашивали Тамерлана и его родственников по запросу, поступившему от ФСБ, о потенциальных связях Тамерлана с чеченскими террористами, но не обнаружили ничего компрометирующего. По словам Зубейдат Царнаевой, агенты ФБР допрашивали её старшего сына не менее пяти раз, последний раз примерно за полтора года до взрывов на Бостонском марафоне.
В январе 2012 года Тамерлан Царнаев на полгода выезжал из США в Россию. В ходе своего визита в Дагестан он подал заявление об утрате паспорта в УФМС Ленинского района Махачкалы, однако новый документ так и остался в паспортном столе, так как он был готов уже после возвращения Тамерлана в США. Находясь в России, он вместе с отцом приезжал в Чечню, чтобы увидеться с родственниками. В США он вернулся лишь спустя шесть месяцев, 12 июля 2012 года.
В 2013 году он проживал в городе Кембридже. По словам самого Тамерлана, после нескольких лет проживания в США у него не было ни одного американского друга.
В конце 2012 года Тамерлан подал прошение о получении гражданства США. Его перспективы на получение гражданства были туманны, так как ранее в отношении него проводилось расследование в связи с домашним насилием, а также допросы агентов ФБР о его предполагаемой причастности к радикальному исламу.
Тамерлан сменил несколько работ — развозил почту, монтировал шины, чинил машины, был тренером по боксу. В последние месяцы перед смертью сидел дома с трёхлетним ребёнком. В последние годы жизни оба брата начали увлекаться радикальными течениями ислама и регулярно посещать бостонские мечети (чего за ними раньше не наблюдалось), где Тамерлан выражал открытое несогласие со взглядами местных имамов, призывавших к терпимости. По словам родного дяди — Руслана Царни, главной причиной радикализации взглядов братьев стала мать Царнаевых, которая навязывала сыновьям идеи исламизма и регулярно приглашала сомнительного мусульманского проповедника, который устраивал аудиенции с Тамерланом, склоняя его к радикальному исламу и внушая в течение долгого времени идеи о мировом зле.
За два месяца до терактов Тамерлан ездил в штат Нью-Гемпшир, где на распродаже купил пиротехники на 400 долларов США (в штате Массачусетс её продажа запрещена).
19 апреля 2013 года Тамерлан и его младший брат Джохар попали в поле зрения американских спецслужб как подозреваемые в исполнении теракта во время Бостонского марафона 15 апреля 2013 года. По данным следствия, скрываясь от преследования, братья застрелили полицейского и попытались оторваться от погони, вступив в перестрелку с сотрудниками полиции, в ходе которой Тамерлан был тяжело ранен и скончался в больнице в Бостоне. По свидетельствам полицейских и следуя выводам судебной медицинской экспертизы — его смерть наступила от многочисленных огнестрельных ранений и тупых травм головы и туловища, полученных главным образом в результате наезда внедорожником — младшего брата, пытавшегося скрыться от полиции. По словам матери, Тамерлан звонил ей незадолго до смерти и рассказал, что полиция преследует и стреляет по ним с братом. По сообщению РИА Новости, последними словами Тамерлана были: «Мама, я люблю тебя», после чего разговор прервался.
10 мая 2013 года стало известно, что Тамерлан Царнаев был похоронен на мусульманском кладбище в городе Досвелл, штат Виргиния.

### Личная жизнь
В 2007 году Тамерлан познакомился с Кэтрин Рассел (Katherine Russell) 1989 года рождения из Провиденса (Род-Айленд), которая тогда училась на первом курсе бостонского Саффолкского университета. 28 июля 2009 года Кэтрин в истерике позвонила в службу экстренной помощи 911 и обвинила Тамерлана в избиении. Сотруднице полиции Анджеле Перейре, которая допрашивала Тамерлана, последний сообщил, что Кэтрин приревновала его к другой девушке. Когда Перейра напрямую спросила Тамерлана, бил ли он Кэтрин, тот сказал, что дал ей пощёчину. Тем не менее, по словам Перейры, на лице Кэтрин никаких следов замечено не было.
Спустя 11 месяцев после этого, в 2010 году, уже будучи беременной от Тамерлана, Кэтрин бросила университет на четвёртом курсе и 21 июня того же года вышла замуж за Тамерлана. В том же году у них родилась дочь, которую назвали Захара. Хотя Кэтрин была воспитана как христианка, вступив в брак, она приняла ислам и стала носить традиционную мусульманскую одежду. На момент теракта Кэтрин работала в Бостоне сиделкой на дому (home health aide). Кэтрин беседует с прессой только через своего адвоката, которая утверждает, что её подопечная ничего не знала о готовящемся теракте.

## Взрывы в Бостоне
По словам президента РФ Владимира Путина, за несколько месяцев до совершённого террористического акта, ФСБ России направляло ФБР информацию о деятельности братьев Царнаевых. Однако на обращения российской стороны ответа не было. На последнее обращение России о сотрудничестве в сфере борьбы с терроризмом американская сторона ответила, что они «сами разберутся со своими гражданами» и отказалась от сотрудничества. ФСБ в марте 2011 года действительно направила ФБР и ЦРУ меморандум, в котором утверждалось, что Тамерлан Царнаев является приверженцем радикального ислама, который намеревается вступить в некую подпольную группировку, однако не указала, что к тому времени в её распоряжении уже была расшифровка телефонного разговора между Царнаевым и его матерью, в котором речь шла о джихаде. По словам американских чиновников, они посылали в ФСБ запрос о предоставлении дополнительной информации, однако ответа не получили. Тогда американская спецслужба своими силами организовала проверку семьи Царнаевых, однако не обнаружила ничего крамольного. Судя по всему, американские спецслужбы не были осведомлены о визите Тамерлана Царнаева в Дагестан в 2012 году. Не задерживали его и в самой России (хоть и отслеживали перемещения): по словам источника в российских спецслужбах, он не считался несущим серьёзную угрозу. В самом Дагестане как чиновники, так и повстанцы также отрицали, что Царнаев был связан с дагестанским подпольем.
15 апреля 2013 года во время проведения Бостонского марафона прогремели два взрыва. Первый взрыв произошёл в 14:49:44 EDT в зрительской зоне недалеко от финишной черты. Через 13 секунд в зрительской зоне на расстоянии около 170 метров от места первого взрыва произошёл второй взрыв. От взрывов погибло три человека и пострадало более 280 человек. В расположенных рядом зданиях были выбиты стёкла. По сообщениям полиции и врачей, бомбы могли быть начинены шариками от шарикоподшипников.
Днём 18 апреля ФБР опубликовало снимки двух подозреваемых, сделанные во время марафона в Бостоне. На фото были братья Джохар и Тамерлан Царнаевы. По данным полиции, вечером 18 апреля в городе Кембридж (пригород Бостона) братья убили сотрудника полиции Массачусетского технологического института Шона Кольера. Они сели в его патрульный автомобиль, а затем захватили внедорожник «Мерседес». Водителю внедорожника они рассказали, что это они совершили теракт в Бостоне. Полиция вышла на след преступников и начала погоню, в результате которой тяжёлое огнестрельное ранение получил сотрудник транспортной полиции Бостона. Погоня завершилась в Уотертауне, где старший из преступников выбежал в сторону полицейских и стрелял, пока у него не закончились патроны. Подбежавшие полицейские попытались надеть на него наручники, когда младший из братьев, находящийся в машине, рванул с места в их направлении, побуждая их отбежать. Полицейские разбежались, а Джохар Царнаев проехал по своему брату, проволочив его по земле на расстояние примерно 6 метров, зацепив днищем машины, прорвал оцепление и скрылся.
Тамерлан Царнаев в бессознательном состоянии был доставлен в местную больницу, где, несмотря на усилия медицинского персонала, скончался от потери крови, остановки дыхания и прекращения сердечной деятельности. Телеканал CNN показал кадры на которых полицейские сажают в машину голого мужчину с наручниками на руках. После допроса задержанный был освобождён тем же вечером как не имеющий отношения к теракту. Как уверяет Зубейдат Царнаева, этот мужчина — её сын Тамерлан.
Вечером 19 апреля Джохар был задержан в Уотертауне. Он прятался в моторной лодке на заднем дворе частного дома одного из жителей Уотертауна Дейва Хеннеберри, который вышел на улицу покурить и проверить свою лодку, накрытую брезентом. Полицейские обнаружили местоположение окровавленного Джохара под брезентом с помощью инфракрасных камер, а затем закидали её светошумовыми гранатами, и вскоре Джохар Царнаев был задержан. В больницу его доставили в тяжёлом состоянии с ранением горла, из-за чего свои первые показания несколько дней спустя он начал давать в письменном виде.
22 апреля на предварительном судебном заседании, которое прошло в больнице, Джохару Царнаеву были предъявлены официальные обвинения в совершении преступлений, предусмотренных федеральным уголовным кодексом США: «использование оружия массового поражения, повлекшее смерть» и «умышленное уничтожение имущества, повлекшее смерть». 10 июля на судебном заседании федерального суда Бостона Джохар Царнаев заявил о своей невиновности по всем пунктам обвинения.
30 января 2014 года генеральный прокурор Эрик Холдер заявил, что обвинение будет добиваться смертной казни для Джохара Царнаева. Попытка досудебного урегулирования дела не удалась, поскольку обвинение отказалось отменить условие смертной казни.
Суд начался 5 января 2015 года. Царнаев заявил о своей невиновности по всем тридцати пунктам обвинения. Суд проходил под председательством судьи Джорджа О’Тула.
8 апреля 2015 года присяжные вынесли вердикт в отношении Джохара Царнаева. Этому предшествовали 17 дней свидетельских показаний и представления улик. Присяжным показывали фотографии и видеозаписи последствий взрывов. Выжившие в теракте выступали со своими свидетельствами. Среди них был отец самой молодой жертвы взрыва — восьмилетнего мальчика Мартина Ричарда, которого буквально разорвало на куски второй бомбой. Обвинение охарактеризовало Царнаева как хладнокровного убийцу, который замыслил вместе со своим братом Тамерланом убийство американских граждан в отместку за действия армии США в мусульманских странах. Прокурор Алок Чакраварти сказал: «Это был трезвый, тщательно спланированный теракт, всё было преднамеренно». Присяжные — семь женщин и пятеро мужчин совещались полтора дня, прежде чем вынести вердикт. Царнаева признали виновным по всем 30 пунктам обвинения, включая его участие в теракте. Он также был признан виновным в расстреле и убийстве офицера полиции Шона Кольера через несколько дней после самого теракта, когда ФБР уже представили общественности фотографии его и брата в качестве подозреваемых в теракте. И хотя прокуроры не смогли сказать с уверенностью, кто из братьев произвёл выстрел, обоих признали «равным образом виновными» в смерти Кольера.
15 мая 2015 года Джохар Царнаев был приговорён к смертной казни. В США смертная казнь исполняется в основном путём смертельной инъекции. В штате Массачусетс, где Царнаев совершил преступления, смертная казнь была отменена в 1984 г. (а фактически не применялась с 1947 г.). Однако Царнаева судил федеральный суд по обвинению в совершении преступлений, предусмотренных федеральным законодательством США, по которому смертная казнь может быть применена. Тем не менее, согласно опросу общественного мнения штата Массачусетс, проведенному газетой «Бостон Глоуб», только 19 % опрошенных требовали смертной казни для Царнаева (среди жителей Бостона — лишь 15 %).
31 июля 2020 года Апелляционный суд США отменил смертный приговор Джохару Царнаеву. Дело было передано в нижестоящий окружной суд для проведения нового процесса. 4 марта 2022 года Верховный суд США отменил решение Апелляционного суда США, тем самым восстановив смертный приговор Царнаеву.
В декабре 2024 года, когда президент Джо Байден объявил о замене смертных приговоров 37 из 40 федеральных заключённых, приговорённых к смертной казни, на пожизненное заключение без возможности условно-досрочного освобождения, он исключил Джохара Царнаева, а также Дилана Руфа, совершившего стрельбу в церкви в Чарлстоне в 2015 году, и Роберта Грегори Бауэрса, совершившего стрельбу в синагоге Питтсбурга в 2018 году, из-за их осуждений за терроризм или массовые убийства на почве ненависти.

## Другие преступления
В связи с расследованием дела ФБР обратило внимание на другое преступление, в котором мог быть замешан Тамерлан — нераскрытые убийства 2011 года в Уолтеме, совершённые в годовщину событий 11 сентября 2001 года.
Кроме этого, оба брата обвиняются в убийстве полицейского 18 апреля в Кембридже, у которого они похитили оружие.